# Ba kích lông
Ba kích lông hay ba kích quả to, nhàu Nam Bộ (danh pháp: Morinda cochinchinensis) là một loài thực vật có hoa trong họ Thiến thảo. Loài này được DC. mô tả khoa học đầu tiên năm 1830.